# Eto
Eto (stilizirano eto) jest hrvatski avangardni psihodelični punk-sastav iz Splita.

## Povijest
Sastav djeluje od 2013. godine. Svirali su na brojnim koncertima. Članovi benda, prema njihovim riječima, najviše slušaju punk, blues i psihodeliju kojom i uče. Godine 2016. objavili su album Mačak u prizmama i snimili spot za pjesmu Exodus.
 Prema nekima zvuče kao M.O.R.T. Spojili su psihodeliju i punk. Uspjesi koje su postigli poluzavršnica su HGF-a, Inkubator demo fest i finale Imagine festivala.

## Članovi sastava
Članovi su:
- Lampa

- Škifa

- Milky

- Đaka

## Diskografija
- Mačak u prizmama, 2016.

## Vanjske poveznice
- Facebook
- Kanal eto band, YouTube
- Eto: Slučajno smo se okupili i odmah osjetili da smo jednako retardirani da uspijemo stvoriti nešto  Dalmatinski portal.